# Ensam (roman)
För berättelsen av August Strindberg, se Ensam (bok)
Ensam (originaltitel: Yksin) är en roman av Juhani Aho författad 1890. Originalverket är utgivet på finska. Romanen utkom år 1891 i svensk översättning av Werner Söderhjelm. Den danska översättningen Alene utkom 1892, den nederländska Alleen 1902, den ryska Odinokij 1908, den tyska Einsam 1908, den estniska Üksi 1912 och den tjeckiska Osamělý 1912.

## Omdömen
Romanens beskrivning av huvudpersonens julnatt tillsammans med en prostituerad orsakade en debatt om konstens moraliska halt i Finland. Till och med lämpligheten i att bevilja författarstipendier ifrågasattes. Att handlingen är förlagd till dekadensens Paris betraktades i nationalistiska kretsar närmast som landsförräderi.